# I Ching (personaggio)
I Ching è un personaggio dei fumetti pubblicati dalla DC Comics. È un artista marziale cieco, che comparve per la prima volta in Wonder Woman vol. 1 n. 179 (novembre 1968), e fu creato da Danny O'Neil e Mike Sekowsky.

## Biografia del personaggio

### Pre-Crisi
I Ching è l'ultimo membro sopravvissuto di un'antica setta, il cui monastero era nascosto tra le montagne. La loro missione era di mantenere senza età la conoscenza di perduti secoli passati - un tempo in cui gli uomini giunsero alla conclusione che la magia e la scienza erano diversi. Solo la setta sapeva che entrambi erano i due lati di una stessa moneta. Il Tempio conteneva numerose gemme preziose e i metalli, desiderando questo tesoro il Dottor Cyber inviò degli agenti per razziarlo. Nel corso di questo attacco, tutti i membri del Tempio furono assassinati con la sola eccezione di I Ching, che riuscì a fuggire nonostante le gravi ferite.
Intorno a quel periodo, Wonder Woman abbandonò i suoi poteri per vivere nel "Mondo degli Uomini" piuttosto che accompagnare le sue compagne Amazzoni quando si trasferirono in un'altra dimensione così da poter "ricostituire la loro magia". Ora la proprietaria di un negozio, la comune Diana Prince prese I Ching come suo mentore. Sotto la sua guida, Diana addestrò il suo corpo come arma, imparando le arti marziali e abilità nel maneggiare le armi, e intraprese avventure che comprendevano una varietà di generi, dallo spionaggio alla mitologia, e si scoprì anche che I Ching aveva una figlia, Lu Shan.
Successivamente, I Ching e Diana aiutarono Superman a sconfiggere un suo duplicato maligno di un'altra dimensione noto come "Sand Superman" in The Sandman Saga (Superman dal n. 240 al n. 242).
I poteri di Wonder Woman e il suo costume tradizionale ritornarono nel 1973 (n. 204). Il numero cominciò con un cecchino lunatico che uccise un innocente che passò per errore davanti al suo punto di sguardo sul tetto. Una coppia appena sposata in viaggio verso la propria luna di miele fu tra le vittime e la loro macchina si schiantò in un ristorante vicino a dove Diana e I Ching stavano cenando. Durante questo caos, il cecchino sparò di nuovo e questa volta uccise I Ching, che morì tra le braccia di Diana.

### Post-Crisi/Un anno dopo
In Justice League of America n. 0, Wonder Woman fu mostrata nel suo vestito bianco nel corso di un flashback. Non è chiaro se il suo periodo come avventuriera senza poteri furono ricostituiti come parte della sua storia, o se I Ching fu o meno il suo mentore.
Successivamente, in Wonder Woman n. 2, si videro delle fotografie di Wonder Woman che si allenava con un mistico d'oriente con il nome in codice I Ching. Nelle foto (presumibilmente ottenute durante il vuoto di un anno), Wonder Woman indossava il suo vestito bianco tipico di "Diana Prince".
In Detective Comics n. 838, Robin n. 169 e Nightwing n. 139, I Ching lavorò con Batman contro Ra's al Ghul, infine intromettendosi in un combattimento tra Robin e Nightwing riguardo alla Fossa di Lazzaro.
I Ching ritornò ad aiutare Batman e Robin per sconfiggere Sensei in Batman dal n. 705 al n. 707.